# Newsweek
Newsweek ist ein wöchentlich erscheinendes US-amerikanisches Nachrichtenmagazin mit Hauptsitz in New York. In den USA erscheint seit 2014 auch wieder eine Printausgabe, nachdem die letzte davor gedruckte Ausgabe dort zum Jahresende 2012 erschienen und das Magazin in der Zwischenzeit nur noch online verfügbar war. Die Ausgabe für Großbritannien und die internationale Ausgabe, die 2013 auf „digital-only“ umgestellt worden war, erscheinen seit 2014 auch wieder als gedruckte Ausgaben.

## Geschichte

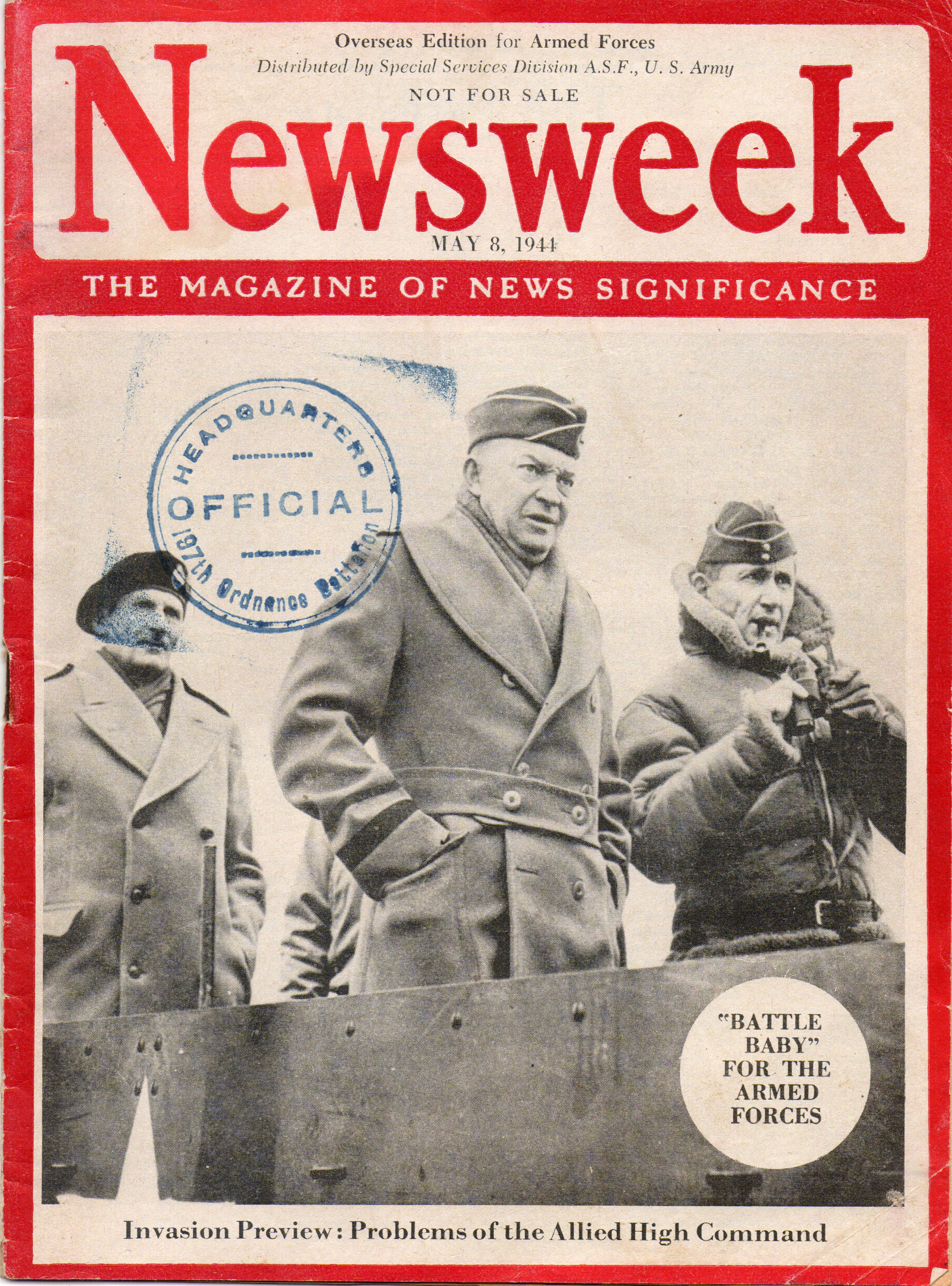
Cover der Ausgabe der US Armed Forces Overseas Edition des Newsweek-Magazins vom 8. Mai 1944

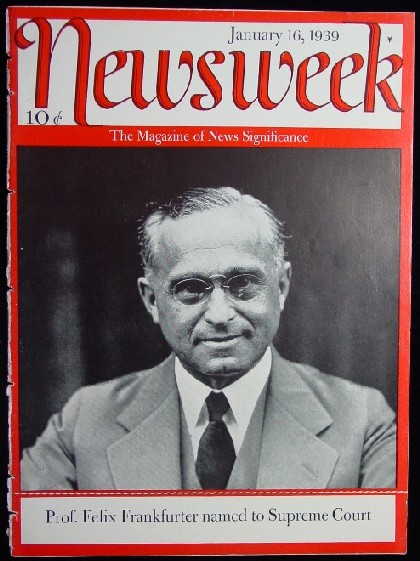
Cover der Ausgabe des Newsweek-Magazins vom 16. Januar 1939.

### 1933 bis 2012
Newsweek wurde von dem ehemaligen Time-Redakteur Thomas J. C. Martyn als News-Week gegründet. Die erste Ausgabe erschien am 17. Februar 1933.
Newsweek wurde 1961 von The Washington Post Company aufgekauft, die sie im August 2010 für den symbolischen Preis von einem US-Dollar an den US-Industriellen Sidney Harman weiterveräußerte. Harman, Gründer des Hifi-Komponenten-Herstellers Harman/Kardon, übernahm dafür die Schulden des Magazins.
Im November 2010 wurde verkündet, dass Newsweek mit der Politik-, Meinungs- und Unterhaltungswebsite The Daily Beast fusioniert. Chefredakteurin für beide Redaktionen ist seitdem Tina Brown, die bereits die Redaktion des The Daily Beast geleitet hatte und auch Gründerin der Website ist. Chief Executive Officer (CEO) wurde der jetzige Präsident des The Daily Beast Stephen Colvin.
Das neue Unternehmen erhielt den Namen The Newsweek Daily Beast Company. Es gehörte zu gleichen Teilen Sidney Harman († 2011) und der InterActiveCorp, deren Besitzer der Medienmogul Barry Diller ist. Nach dem Tod von Harman ging dessen Anteil auf seine Familie über, welche die finanzielle Unterstützung für das defizitäre Magazin einstellte.
Zuletzt erschienen vier englischsprachige Ausgaben mit einer Gesamtauflage von rund 4 Mio. Exemplaren. Auf dem US-amerikanischen Markt lag „Newsweek“ mit einer Auflage von 3,1 Mio. hinter „Time“ und vor „U.S. News & World Report“ auf dem Mittelrang der „big three“, der meinungsbildenden Nachrichtenmagazine.
Neben der in den Vereinigten Staaten erscheinenden Ausgabe existierten drei Varianten der „Newsweek International“: „Atlantic“ (Europa, Afrika, Nahost), „Latin America“ und „Pacific“.
Aus finanziellen Gründen stellte Newsweek seine US-Druckausgabe zum 31. Dezember 2012 ein und beschränkte sich dort auf elektronische Medien. In den zehn Jahren zuvor war die Auflage des Magazins von mehr als vier auf etwa eineinhalb Millionen Exemplare gefallen und die Werbeeinnahmen entsprechend gesunken. In Großbritannien und Europa erschien bis 2013 auch weiterhin die Druckausgabe des Magazins.
Im August 2013 verkaufte InterActiveCorp Newsweek an das Online-Medienhaus IBT Media, zu dem unter anderem die International Business Times gehört.

### Relaunch 2014
Im Herbst 2013 erklärte der neue Chefredakteur Jim Impoco, dass Anfang 2014 wieder eine US-Druckausgabe erscheinen würde. Im März 2014 kam Newsweek in den USA schließlich wieder gedruckt auf den Markt, nachdem im Internet die Kundenzahl gesunken war. Die erste Ausgabe hatte den Versuch eines Coups als Titelstory. Eine Reporterin wollte die Identität des Erfinders von Bitcoin, Satoshi Nakamoto, aufgedeckt haben. Die Titelgeschichte erntete erhebliche Kritik; die genannte Person bestritt der Erfinder von Bitcoin zu sein und bat um Spenden für eine Klage gegen das Magazin.

### Krise 2018
Am 5. Februar 2018 wurde der Chefredakteur Bob Roe, der Nachrichtenchef Kenneth Li und die Investigativreporterin Celeste Katz entlassen, ohne die Redaktion zu informieren. Bob Roe und Kenneth Li hatten Mitarbeiter beauftragt, mögliche finanzielle Verbindungen zwischen einer christlichen Kirche und dem Newsweek-Verlag zu untersuchen. Interims-Verlagsvorstand Jonathan Davis, Miteigentümer des Verlags, ist Mitglied dieser Kirche. Aufgrund einer Reportage von Celeste Katz über Vorwürfe sexueller Belästigung war der für die Redaktion zuständige Verlagsvorstand Daryan Candappa freigestellt worden. Katz hatte zudem über eine Razzia in den Newsweek-Büros im Zuge einer Überprüfung des Verlags wegen Vorwürfen finanzieller Unregelmäßigkeiten berichtet. Der Verlag soll den Preis einer Anzeigenserie der US-Verbraucherschutzbehörde um mehrere Millionen Dollar zu hoch angesetzt haben, indem durch Bots die Anklickzahl der Website manipulativ hochgetrieben wurde. Aufgrund der Untersuchungen war der Newsweek-Chairman und Miteigentümer Etienne Uzac sowie seine als Finanzdirektorin amtierende Frau Marion Kim zurückgetreten. Als die Kündigungen bekannt wurden, kündigten weitere Reporter aus Protest von sich aus.

## Lizenzausgaben

Cover der Ausgabe des Newsweek-Magazins vom 5. September 1983.

Lizenzausgaben von „Newsweek“ erscheinen auf Japanisch (seit 1986), Koreanisch (1991), Spanisch (für Lateinamerika, seit 1996), Arabisch (2000) und Türkisch (2008). Der Axel Springer Verlag gibt seit 2001 eine polnische Lizenzausgabe heraus, von Juni 2004 bis Oktober 2010 gab es eine russische namens Russki Newsweek.
In Russland war es bereits der zweite Anlauf für „Newsweek“; eine in Kooperation mit der Zeitschrift Itogi herausgegebene Version erschien bereits 1996. 2001 wurde sie allerdings eingestellt, da Wladimir Gussinski, zu dessen Medienimperium sie zählte, beim Kreml in Ungnade gefallen war und sein Konzern zerschlagen wurde.
Inhaltlich sind wissenschaftliche Artikel wie z. B. das neue Planetensystem enthalten.

## Kritik
Im Mai 2005 behauptete „Newsweek“ in einem Bericht über Guantánamo, dort sei der Koran geschändet worden, indem er die Toilette runtergespült worden sei, um Häftlinge zu Aussagen zu bewegen. In der muslimischen Welt, insbesondere in Afghanistan, kam es aufgrund des Berichts zu Ausschreitungen; dabei starben rund 20 Menschen. „Newsweek“ zog binnen Wochenfrist den Bericht erst teilweise, dann ganz zurück, weil die angeblich regierungsinterne Quelle ihre Aussagen relativiert habe. Die US-Regierung kritisierte „Newsweek“ scharf: „Der Bericht hatte ernste Folgen. Menschen haben ihr Leben verloren“, so ein Sprecher des US-Präsidialamts. Mittlerweile stützt das Internationale Komitee vom Roten Kreuz (IKRK) den Newsweek-Bericht und berichtete über Aussagen von Häftlingen gegenüber Delegierten des Komitees, dass bereits 2002 und 2003 der Koran von amerikanischen Militärs verunglimpft worden sei. Das Pentagon veranlasste eine Untersuchung, die insgesamt sieben Fälle ergab, in denen Wachleute oder Verhörpersonen, sowie fünfzehn Fälle, in denen Insassen den Koran in für Muslime unangemessener Form behandelt, allerdings – anders als ursprünglich behauptet – nicht geschändet hatten.

## Mitwirkende und Mitarbeiter
Zu den bemerkenswerten Mitwirkenden oder Mitarbeitern gehörten:
- Maziar Bahari
- Paul Begala
- Peter Beinart
- Peter Benchley
- Ben Bradlee
- Dik Browne
- William Broyles Jr.
- Niall Ferguson
- Howard Fineman
- Nikki Finke
- Milton Friedman
- David Frum
- Meg Greenfield
- Henry Hazlitt